# Trouble Maker
I Trouble Maker (트러블 메이커?) sono un duo composto dai due cantanti solisti Hyuna e Hyunseung.

## Storia

### 2011: Debutto
Nel novembre 2011, Hyunseung, ex membro dei Beast e Hyuna, anche lei ex membro delle 4Minute formarono il duo chiamato Trouble Maker. Nonostante Hyuna avesse già pubblicato tre singoli e un EP in precedenza, i due descrissero il gruppo come qualcosa di diverso dalle loro rispettive band, definendolo come un secondo debutto per loro. Il gruppo fu ufficialmente annunciato come "JS & Hyuna"; Hyunseung rivelò sul suo Twitter il suo nuovo nome d'arte per il duo, Jay Stomp. Il 25 novembre 2011 pubblicarono la prima immagine teaser e il 1º dicembre debuttarono con l'EP Trouble Maker. Le performance live del duo furono criticate dai media per le coreografie eccessivamente sessualmente allusive, in seguito modificate dalla Cube Entertainment. Nello stesso mese, il duo si esibì nel United Cube a Londra e in Brasile. Inoltre vinsero il massimo dei premi, tre, per l'EP al M! Countdown.

### 2013:Chemistry
Il 4 ottobre 2013 la Cube Entertainment annunciò il ritorno sulle scene, fissato per il 24 ottobre, dei Trouble Maker. Il 28 ottobre il duo pubblicò il singolo Now (There Is No Tomorrow), tratto dal loro secondo EP Chemistry. Il brano arrivò subito in cima alle classifiche, facendo vincere al duo un all-kill.

## Formazione
- Jang Hyun-seung – voce (2011-2018)
- Kim Hyun-ah – voce, rap (2011-2018)

## Discografia

### EP
- 2011 – Trouble Maker
- 2013 – Chemistry

## Riconoscimenti
| Anno | Premio                  | Categoria                                     | Opera nominata             | Risultato       |
| ---- | ----------------------- | --------------------------------------------- | -------------------------- | --------------- |
| 2012 | Mnet 20's Choice Awards | Hot Performance Star                          | Trouble Maker              | Vincitore/trice |
| 2012 | Mnet Asian Music Awards | Best Collaboration Performance                | Trouble Maker              | Vincitore/trice |
| 2012 | Melon Music Awards      | Song of the Year                              | Trouble Maker              | Candidato/a     |
| 2012 | Melon Music Awards      | Best Global Artist                            | Trouble Maker              | Candidato/a     |
| 2012 | Melon Music Awards      | Best Music Video                              | Trouble Maker              | Candidato/a     |
| 2012 | Melon Music Awards      | Hot Trend Song                                | Trouble Maker              | Vincitore/trice |
| 2012 | Soompi Gayo Awards      | Song Of The Year                              | Trouble Maker              | Candidato/a     |
| 2012 | Soompi Gayo Awards      | Top Mixed Group or Male-Female Collaborations | Trouble Maker              | Candidato/a     |
| 2012 | Golden Disk Awards      | Best Dance Performance                        | Trouble Maker              | Vincitore/trice |
| 2012 | Golden Disk Awards      | MSN International Award                       | Trouble Maker              | Candidato/a     |
| 2013 | allkpop Awards          | Song of the Year                              | Now (There Is No Tomorrow) | Candidato/a     |